# Liste de sites d'art rupestre en Océanie
Cet article recense les sites pétroglyphiques en Océanie.

## Liste

### Australie
De très nombreux sites remarquables, dont
- Dampier[2] et Terre d'Arnhem[3], parc national de Kakadu
- Murujuga (Australie-Occidentale)
- Pétroglyphes de Sydney (Nouvelle-Galles du Sud)
- Parc national Ku-ring-gai Chase
- Parc national Mutawintji[4]
- Uluru
- Toowoomba (Queensland)
- Gabarnmung (en)
- Bradshaw rock paintings (en)
- Ubirr (en)
- Carnarvon Gorge (en)
- Sydney rock engravings (en)
- Mont Grenfell (en)
- Bunjil, L'Abri de Bunjil (en) (Stawell, État de Victoria)

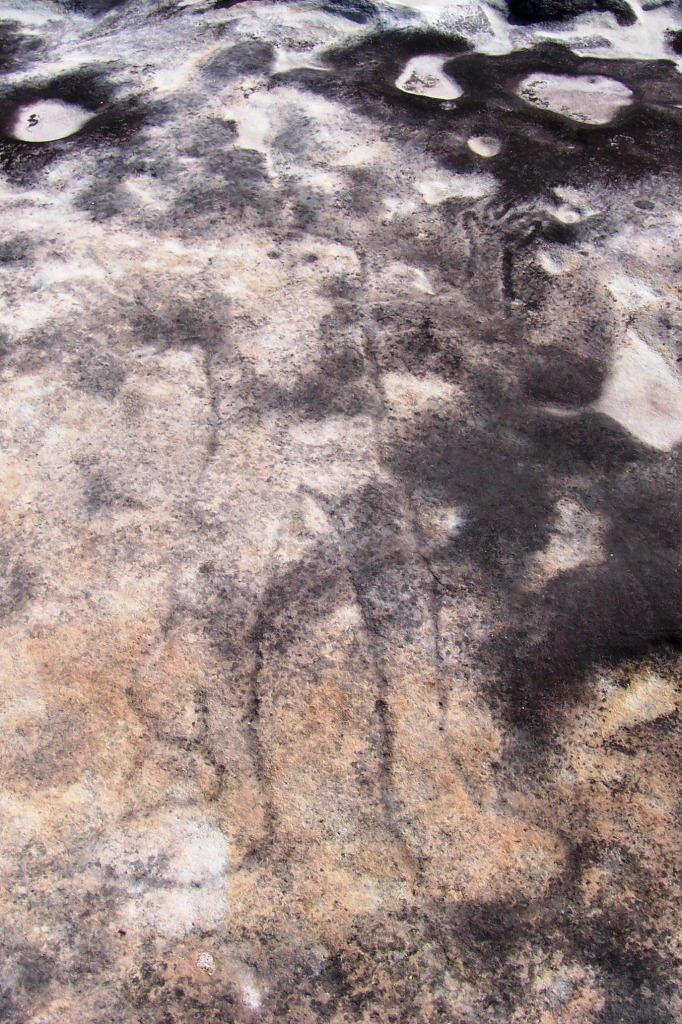
Parc national Ku-ring-gai Chase, Australie
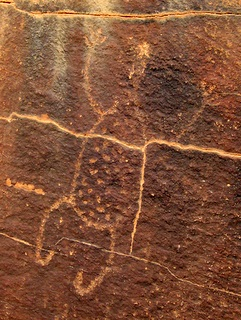
Parc national Mutawintji, Australia

### Île de Pâques

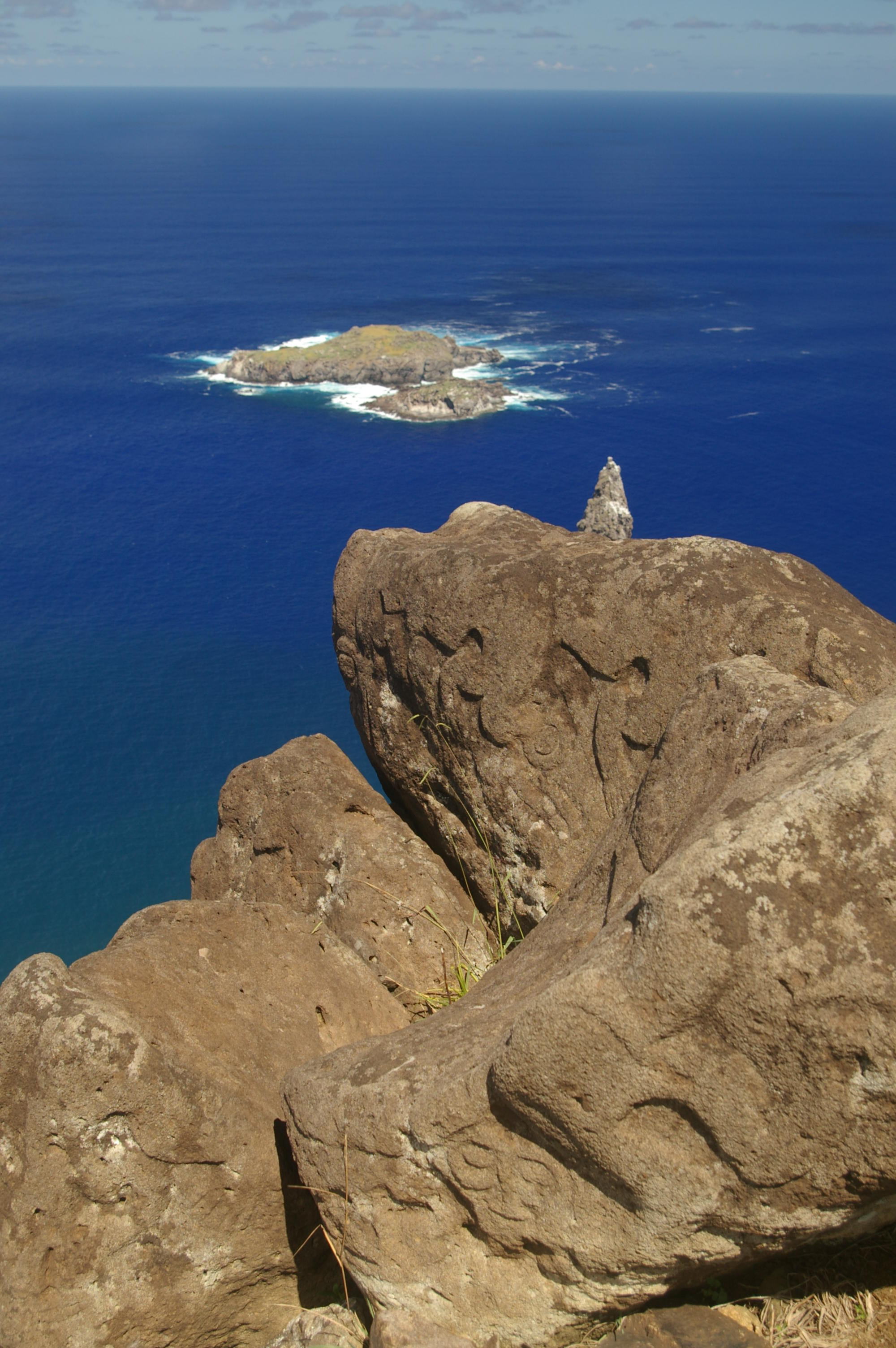
Pétroglyphes à Orongo, Île de Pâques

- Pétroglyphes de l'île de Pâques[5]

### Nouvelle-Calédonie
Un peu partout sur la Grande Terre ainsi qu'aux îles Loyauté,, dont
- Bourail,
- Canala (Méhoué, Ouassé, Ghio),
- Païta (Katiramona),
- Poindimié,
- Poya (Montfaoué).

La Nouvelle-Calédonie concentre le plus grand nombre de pétroglyphes dans le Pacifique Sud-Ouest, avec 370 sites et plus de 6000 motifs. L'un des motifs récurrents est la croix enveloppée.

### Nouvelle-Zélande
- North Otago (en) et South Canterbury (en)
- Takiroa Rock Art Shelter (en) (Duntroon (Nouvelle-Zélande))

### Polynésie
En Polynésie, les roches gravées ou pétroglyphes faisaient partie intégrante de la culture polynésienne ancienne. On trouve des sites à pétroglyphes dans la plupart des archipels
- en Polynésie française[9],[10],
- aux îles de la Société,
- aux îles Australes[11],
- et surtout aux îles Marquises[12].